# Reimond Speleers

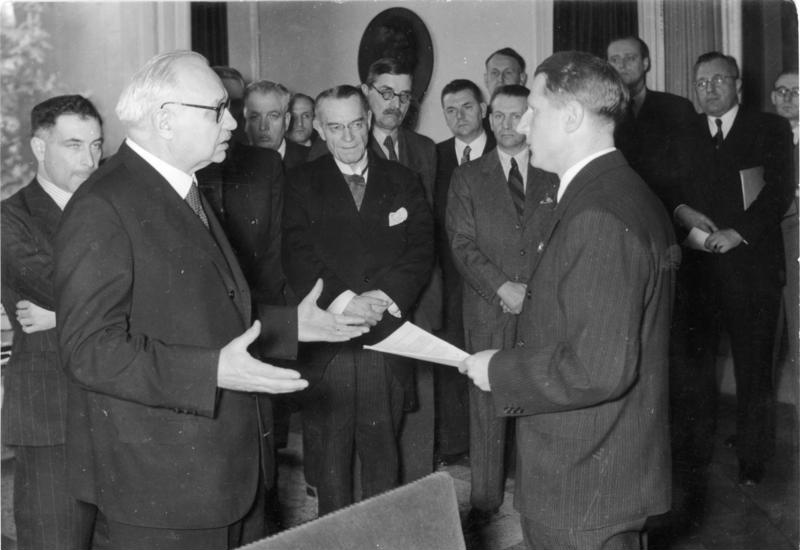
Prof. Speleers na spotkaniu członków Międzynarodowej Komisji z ministrem zdrowia Rzeszy w Berlinie, 1943 r. (Prof. Speleers stoi w środku we fraku z białą chusteczką w kieszonce)

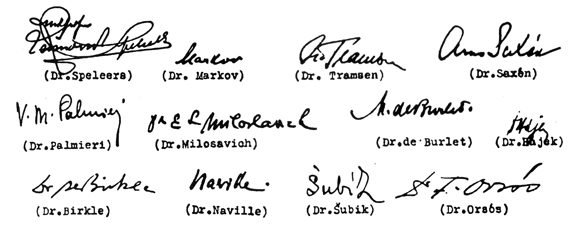
Podpis prof. Speleersa pod protokołem końcowym Międzynarodowej Komisji Katyńskiej, 1943 r.

Reimond Speleers (ur. 1876 w Waasmunster, zm. 1951 w Aalst) – belgijski profesor medycyny, jeden z dwunastu lekarzy, którzy w kwietniu 1943 r. udali się w składzie Międzynarodowej Komisji do Katynia, aby osobiście dokonać sekcji zwłok zamordowanych polskich oficerów i ustalić czas popełnienia zbrodni.

## Życiorys
Ukończył medycynę na uniwersytecie w Leuven, gdzie był działaczem flamandzkiego związku studentów. W 1903 r. otworzył praktykę okulistyczną, prowadząc jednocześnie działalność w Ruchu Flamandzkim (Vlaamse Beweging), organizacji walczącej o autonomię flamandzkiej części Belgii. Podczas I wojny światowej piastował funkcję dziekana wydziału medycznego uniwersytetu w okupowanej przez Niemców Gandawie. Posądzany o kolaborację musiał w 1918 r. wraz z rodziną wyjechać do Holandii. W latach międzywojennych pracował w Holandii stając się jednym z czołowych specjalistow europejskich w dziedzinie okulistyki.
W 1940 r. powrócił do Gandawy i został zatrudniony jako profesor na tamtejszym uniwersytecie. W 1943 r. uczestniczył w pracach Komisji Międzynarodowej w Katyniu, gdzie jednak nie dokonywał osobiście sekcji zwłok, lecz występował w roli obserwatora. Po wyzwoleniu Gandawy we wrześniu 1944 r. został aresztowany przez członków belgijskiego ruchu oporu, wśród których było wielu komunistów. Znalezione w domu Speleersa dokumenty dotyczące zbrodni katyńskiej, świadczące o winie Rosjan, zostały zniszczone przez belgijskich komunistów, a majątek prof. Speleersa skonfiskowany. W grudniu 1947 roku został skazany na 20 lat więzienia za działalność w Flamandzkim Związku Narodowym. Istnieje podejrzenie, że wyrok ten mógł być zemstą komunistów, którzy osiągnęli spore wpływy w powojennej Belgii, za podpis prof. Speleersa złożony pod dokumentem potwierdzającym winę Sowietów w masakrze w Katyniu. W 1948 roku ciężko zachorował i został przeniesiony do kliniki w Aalst, gdzie zmarł trzy lata później.